# Rhopalomyia tridentatae
Rhopalomyia tridentatae är en tvåvingeart som beskrevs av Rubsaamen 1893. Rhopalomyia tridentatae ingår i släktet Rhopalomyia och familjen gallmyggor. Inga underarter finns listade i Catalogue of Life.